# Allobremia
Allobremia är ett släkte av tvåvingar. Allobremia ingår i familjen gallmyggor.
Kladogram enligt Catalogue of Life:
| Allobremia | \| \| Allobremia pincerifera \| \| \| \| \| \| Allobremia upolui \| \| \| \| |
|            | \| \| Allobremia pincerifera \| \| \| \| \| \| Allobremia upolui \| \| \| \| |
|            | Allobremia pincerifera                                                       |
|            |                                                                              |
|            | Allobremia upolui                                                            |
|            |                                                                              |